# San Román de Cervantes
Cervantes (llamada oficialmente San Román de Cervantes) es una parroquia española del municipio de Cervantes, en la provincia de Lugo, Galicia.

## Organización territorial
La parroquia está formada por dos entidades de población:
- San Román
- Seixas

## Demografía
| Gráfica de evolución demográfica de Cervantes entre 2000 y 2019 |
|                                                                 |
| Datos según el nomenclátor publicado por el INE.                |